# Olga Kunst-Gnamuš
Olga Kunst Gnamuš, slovenska jezikoslovka, slovenistka * 15. junij 1942, Gotha, Nemčija.

## Življenje in področja delovanja
Olga Kunst Gnamuš je slovenska jezikoslovka. Rodila se je 15. 6. 1942 v Gothi v Nemčiji. Leta 1967 je diplomirala iz pedagogike in slovenskega jezika s književnostjo, leta 1980 pa doktorirala na Filozofski fakulteti Univerze v Ljubljani. Od leta 1971 se ukvarja s teorijo jezikovne vzgoje in pragmatičnim jezikoslovjem. V svojem delu prepleta jezikoslovje s psiholingvistiko in sociolingvistiko. Prenovila je metode jezikovnega pouka in teorijo pedagoškega sporazumevanja.

## Delo
Njeno delo je obsežno. Strokovni opus oblikujejo monografije, članki, prispevki na simpozijih in druga strokovno-jezikovna dela. (So)oblikovala je številne delovne zvezke za učence. Poučevala je na Pedagoški fakulteti Univerze v Ljubljani in Filozofski fakulteti Univerze v Ljubljani. Nekaj njenih del je predstavljenih spodaj.

## Monografije

### Vloga jezika v spoznavnem razvoju šolskega otroka
Delo je izšlo leta 1979 (COBISS). V središču je povezava med socialno-kulturnimi razmerami in osebnim razvojem otrok. Jezikovni razvoj ustvarja povezavo med sociološkimi kategorijami (izobrazbo, družbenim statusom, družbeno močjo, dostopom do materialnih dobrin ...) in osebnostnim razvojem. Prisotna je povezava med socialno-kulturnimi razmerami družine in šolskim uspehom, največji pomen ima jezik. Socialno-kulturni položaj določa jezikovne vzorce odraslih, posledično tudi otrok. Jezikovni razvoj je povezan z otrokovim splošnim razvojem in posredno določa umski razvoj. Jezik lahko posredno ali neposredno preko umskega razvoja vpliva na učni uspeh. Avtorica je spodbudila izdelavo vzgojnih programov, ki bodo pomagali otrokom iz socialno-kulturno ogroženih družin. Spodbuja učenje zapletenejših struktur, ki bogatijo umske procese in sporazumevanje.

### Razumevanje in tvorjenje besedila: poskus pragmatične razčlembe
Delo je izšlo leta 1986 (COBISS). Besedilo opredeli kot nadpovedno celoto in poudari pomen sinteze besedila. Za jezikovno vzgojo je torej pomembno tvorjenje besedil, s katerim se srečamo zunaj sistematičnega učnega okolja, in ne zgolj odgovarjanje na besedilna vprašanja. Opredeli skladenjsko ravnino in besedilo kot osnovno enoto postavi v kontekst, se ga loti pragmatično. Avtorica opazuje razmerje med besedilom in okoliščinami, skuša razmejiti pomenoslovje in pragmatiko, zanimajo jo odnosi med iskrenostjo, resničnostjo in učinkovitostjo. Besedilo tvorimo znotraj pragmatskega konteksta, razumevanje besedila pa je preslikava danih okoliščin. Če se okoliščine sporočevalca in naslovnika ujemajo v celoti, sporazumevanje ni potrebno, v nasprotnem primeru pa sporazumevanje ni mogoče. Razumevanje je razpeto med skrajnima točkama, razumevanjem in nesporazumom. Pragmatična interpretacija povedanega potuje od izrečenega k neizrečenemu, ker so okoliščine velikokrat zamolčane. Medtem se udejanja smisel jezika – poenotenje razlik v enoten pomenski prostor. 
Empirične raziskave so avtorici pokazale pomanjkljiv govor telesnih delavcev na področju izobraževanja in samoupravnega sporazumevanja, saj telesno delo ovira tvorjenje abstraktnejših jezikovnih struktur, uveljavljanje osebnega mnenja, branje. Zaradi skrbi za enake izobraževalne možnosti se je avtorica lotila prenove jezikovnega pouka ter začela uvajati vsakdanje in prešla na abstraktnejše strukture.

### Sporazumevanje med željo, resnico in učinkom
Delo je izšlo leta 1991(COBISS). Ugotavlja, da se interpretacija dogaja v več smereh. Podvržena je pragmatičnim okoliščinam. Učinek se preko naslovnikovih  interpretacij o pomenu pretvori v učinek brez zavedanja resnične vrednosti sporočanega. Naslovnik dvomi in išče resnico, sam ustvarja pomene s pomočjo pomenskih zgradb in logičnih pravil ter na podlagi vsega tega tvori svoja stališča in nov pomen. Pri sporazumevanju gre za predvidevanje naslovnika o sporočevalčevem namenu, na podlagi katerega s pomočjo izkušenj in logike ubesedi svoja stališča in pomen. Avtorica je z raziskavo ugotovila, da je vljudnost povezana s pozitivnimi stališči. Pojem je šibko vsebinsko določen in zato ideološki, saj je bolj kot vsebina izrečenega pomembna vrednost. Z vljudnostjo so izražene hierarhične razlike med sporočevalcem in naslovnikom, bližina in razdalja ter teža prošnje/zahteve, ki jo izrazimo naslovniku. Posredno izražene zahteve imajo večjo vrednost kot neposredno izražene. Vljudnost je odvisna tudi od okoliščin izrekanja, ne le od oblike. Pomembnejši je interes, saj je zahteve v naslovnikovem interesu mogoče izraziti neposredno in so še vedno vljudne, medtem ko zahteve v lastnem, sporočevalčevem interesu niso. Pragmatična vrednost vljudnosti pa je zmanjšana tam, kjer družbene hierarhije ni ali pa je ta institucionalizirana (npr. v vojski).

## Članki in separati

### Razmerje med spolom kot potezo reference in spolom kot slovnično kategorijo
Avtorica je v članku Razmerje med spolom kot potezo reference in spolom kot slovnično kategorijodLib kritična do dejstva, da kot nevtralne uporabljamo moške oblike samostalnikov. Spol je v teh izražen s končniškim morfemom. Poudarja, da je pomenska razlika med samostalniki moškega in ženskega spola mnogokrat nevtralizirana v prid samostalnikov moškega spola. Oblikoslovno-skladenjska pravila preko hierarhije prikazujejo spolne razlike med ženskim in moških spolom – slednji je zaradi nevtralnosti v besedilih bolj zastopan. Ženske so tako v številnih položajih primorane uporabljati oblike za moški spol.

### Vljudnost in posrednost pri izrekanju zahtev
Avtorica v delu Vljudnost in posrednost pri izrekanju zahtev dLib ugotavlja, da je vljudnost bolj ideološki kot jezikovni pojem, pri izražanju pa je pomembno razmerje med sporočevalcem in naslovnikom. Posredno izražanje ima večjo vrednost kot neposredno izrečena prošnja, stopnja vljudnosti pa je odvisna tudi od konteksta. V enakovrednih družbenih razmerjih lahko neka oblika velja za vljudno, v neenakovrednih razmerjih pa nima tolikšne vljudnostne vrednosti. V hierarhičnih razmerjih se pričakuje večjo stopnjo vljudnosti, položaj pa je manj vljuden, ko se osebe z manj družbene moči s prošnjami obračajo na osebe z več družbene moči. Družbene razlike uravnotežimo z vljudnostjo, izraženo s posrednimi jezikovnimi oblikami. 

### Kako povezati jezikovni pouk z rabo
Članek Kako povezati jezikovni pouk z rabo dLib opozarja na protislovje hitrega uvajanja jezikovnih spoznanj v prakso in zato primanjkovanje časa za razvijanje učenčevega govora. Ob istem sporočevalnem namenu in različnih kontekstih uporabljamo različne izraze, zato je pomembna možnost izražanja istega sporočila na več načinov. Pravi, da bi morali jezikovni pouk zasnovati na tvorjenju in obravnavi besedil, saj so ta prisotna na vseh področjih učenčevega delovanja.

## Učna gradiva

### Slovenski jezik 4
Soavtorice dela Slovenski jezik 4: delovni zvezek za 4. razred osnovne šole (COBISS) so Vika Slabe, Alenka Kozinc in Berta Golob. Razdeljen je na skladenjski, oblikoslovni, glasoslovni in pravopisni sklop. Zvezek vsebuje izbirne, razvrščevalne, dopolnjevalne, bralne in tvorbne naloge. Zvezek je zelo pregleden, naloge pa so v različnih taksonomskih stopnjah, namenjene začrtani starostni skupini.

### SkladnjainOblikoslovje z besedoslovjem in besedotvorjem
Soavtorica Skladnje (COBISS) je Vika Slabe, avtorica Oblikoslovje z besedoslovjem in besedotvorjem (COBISS) pa poleg nje še Alenka Kozinc. Zvezka se odmikata od postopkov, ki niso v skladu z možnostmi naravnega spoznavanja, kar pomeni, da v njih ni postopkov, s katerimi se ne srečamo spontano. Ustvarjen je po sintetično-analitični metodi, torej hkrati zahteva samostojno tvorjenje besedil in postavlja vprašanja, zahteva povezovanje … Deli sta namenjeni za diferenciacijo jezikovne vzgoje, torej učencem, ki zmorejo preseči predpisane zahteve osvojenega znanja. Poudarjeni sta besedotvorna in besedoslovna ustvarjalnost, kar je v učnem načrtu najmanj prisotno, in tiste slovnične kategorije, s katerimi se učenci na razredni stopnji še ne srečajo.

### Premagovanje pravopisnih težav: delovni zvezek za učence
Cilj dela Premagovanje pravopisnih težav: delovni zvezek za učence (COBISS) je zmanjšati prisotnost pravopisnih napak v samostojno tvorjenih besedilih. V začetnih poglavjih so učenci opozorjeni na besede, ki se razlikujejo le v enem fonemu in jih nato uporabijo v zaokroženem besedilu. Soočeni so z razliko v izgovoru in zapisu določenih besed, srečajo se s pojmoma samoglasnik in soglasnik ter ju dodatno razdelijo. Poučeni so o rabi predlogov s in z ter zapisovanju sklopov lj in nj.